# 张勋旧宅
张勋旧宅建于1899年，是中国民国时期军阀，定武上将军，江苏督军，安徽督军张勋在天津的故居。位于当时的天津德租界的6号路纪念碑街（今河西区浦口道6号），该建筑目前是天津市文物保护单位和重点保护等级历史风貌建筑。

## 历史

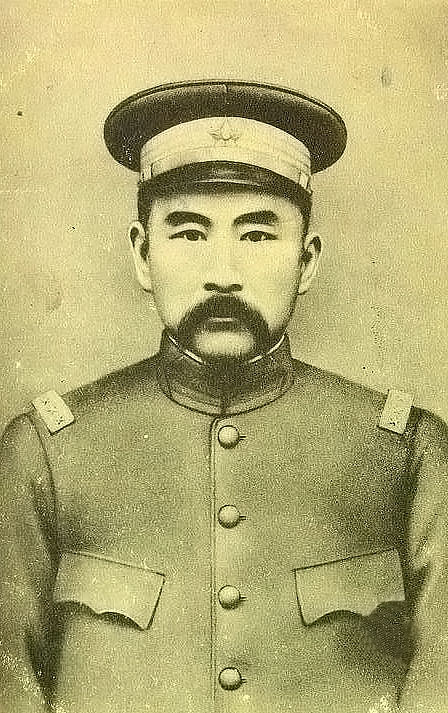
张勋

张勋旧宅建于1899年，由德国工程师考特、鲁斯·凯甘尔设计。张勋死后，其家属曾将宅邸转卖给盐业银行。1936年，盐业银行又卖给国民政府实业部天津商品检验局。中华人民共和国成立后，张勋旧宅由天津市人民政府接管，作为天津出入境商品检验局至今。

## 建筑
张勋旧宅东起台儿庄路，西至江苏路，南抵浦口道，北达蚌埠道，占地面积16585平方米，建筑面积5632平方米，为两幢独立二层砖木结构楼房，两楼之间由开敞柱廊连接，室内有房间56间，建筑外立面为混水墙面并设有硬木门窗，坡顶铺设红瓦。屋顶为铝铁尖状。院内设有水池、六角凉亭、四季长青花坛、横卧式假山、长龙造型假山等装饰景物。

## 内部链接
- 张勋
- 张勋复辟